# Halmaheramys bokimekot
Il ratto spinoso di Boki Mekot (Halmaheramys bokimekot Fabre, Pages, Musser, Fitriana, Semiadi & Helgen, 2013) è un roditore della famiglia dei Muridi endemico dell'isola di Halmahera.

## Descrizione

### Dimensioni
Roditore di medie dimensioni, con la lunghezza della testa e del corpo tra 143,2 e 167 mm, la lunghezza della coda tra 119,6 e 132,3 mm, la lunghezza del piede tra 27,5 e 30,1 mm, la lunghezza delle orecchie tra 18,1 e 28,4 mm e un peso fino a 99 g.

### Aspetto
La pelliccia è lunga e folta, con la groppa cosparsa di lunghe setole spinose con l'estremità biancastra. Le parti dorsali sono grigio-brunastre, mentre le parti ventrali sono bianco-grigiastre, la linea di demarcazione lungo i fianchi è netta. Il muso è allungato, le vibrisse sono lunghe e nere, mentre le orecchie sono piccole, arrotondate e grigio-brunastre. Le zampe sono lunghe e sottili, il dorso è bianco e ricoperto di piccoli peli biancastri, il palmo delle mani e la pianta dei piedi sono prive di peli e fornite di 5 e 6 cuscinetti ciascuna.  Le dita sono bianche, con degli artigli color avorio lunghi ed affilati. La coda è più corta della testa e del corpo, è uniformemente brunastra con l'estremità bianca, ha circa 9-11 anelli di scaglie per centimetro, ognuna corredata da tre peli. Le femmine hanno un paio di mammelle post-ascellari e due paia inguinali.

## Biologia

### Comportamento
È una specie terricola.

### Alimentazione
Probabilmente si nutre di parti vegetali e di invertebrati.

### Riproduzione
Una femmina gravida con tre embrioni è stata catturata insieme ad altre sessualmente inattive nel mese di gennaio.

## Distribuzione e habitat
Questa specie è conosciuta soltanto sull'isola di Halmahera, nelle Isole Molucche settentrionali. Resti fossili sono stati rinvenuti sulla vicina isola di Morotai.
Vive nelle foreste primarie sempreverdi tra 700 e 750 metri di altitudine.

## Conservazione
Questa specie, essendo stata scoperta solo recentemente, non è stata sottoposta ancora a nessun criterio di conservazione.